# Linus Roache
Linus William Roache (* 1. Februar 1964 in Manchester, England) ist ein britischer Film- und Theaterschauspieler.

## Leben
Roache ist der Sohn des Schauspielerehepaares William Roache und Anna Cropper (1938–2007), das sich jedoch 1974 – Linus war gerade 10 Jahre alt – scheiden ließ. Aus der Ehe ging auch Roaches jüngere Schwester Vanya (* 1967, † 2018) hervor. Die Geschwister wuchsen nach der Scheidung bei ihrem Vater auf, der bald darauf erneut heiratete. Mit Sara Mottram, der Stiefmutter von Linus und Vanya, hatte William Roache drei weitere Kinder: Verity Elizabeth (* 1981), Edwina (* 1982, † 1983) und William James (* 1985).
Linus Roache begann seine Karriere 1975 mit elf Jahren, als er eine zweiwöchige Gastrolle in der britischen Seifenoper Coronation Street erhielt. Nach einer weiteren Nebenrolle in der Fernsehserie Die Onedin-Linie verbrachte Roache das folgende Jahrzehnt neben dem Besuch der Schule mit Auftritten an Theatern. In der Filmkomödie No Surrender trat Roache 1985 erstmals als Filmschauspieler auf. Nach einigen weiteren kleineren Rollen in diversen britischen Produktionen, erlangte Roache 1994 mit der Hauptrolle in dem Filmdrama Der Priester erstmals größere Aufmerksamkeit. Eine Auszeit von der Schauspielerei nahm Roache 1995/1996, als er sich nach Indien zurückzog, um dort zu meditieren.
1997 gelang Roache mit der männlichen Hauptrolle in der Literaturverfilmung Wings of the Dove – Die Flügel der Taube der endgültige Durchbruch. In Folge wurde auch Hollywood allmählich auf den Briten aufmerksam und begann ihn regelmäßig für verschiedene Filmproduktionen zu casten, wo Roache zumeist starke Nebenrollen spielte. So war er 2002 als kriegsgefangener Corporal in Das Tribunal an der Seite von Bruce Willis zu sehen, verkörperte 2004 eine Rolle neben Vin Diesel im Science-Fiction-Film Riddick: Chroniken eines Kriegers und wurde 2005 in Christopher Nolans Comicverfilmung Batman Begins als Thomas Wayne, dem Vater der titelgebenden Figur, besetzt.
Die Jahre danach begann Roache verstärkt als Fernsehdarsteller aktiv zu werden und verkörperte sowohl in US-amerikanischen Formaten als auch internationalen Co-Produktionen diverse Rollen. So hatte er von 2008 bis 2010 einen wiederkehrenden Part als Bezirksstaatsanwalt Michael Cutter in der Krimiserie Law & Order und auch deren Ableger Law & Order: Special Victims Unit (2011–2012) inne. Von 2014 bis 2017 war Roache in der Historien-Serie Vikings als angelsächsischer König Egbert von Wessex zu sehen. Anschließend spielte er von 2017 bis 2020 die Rolle des David Wellington, Stabschef des Weißen Hauses, in den letzten beiden Staffeln der Thriller-Serie Homeland.
Seit Januar 2003 ist Roache mit der Schauspielerin Rosalind Bennett verheiratet. Er ist überzeugter Vegetarier.

## Filmografie (Auswahl)
- 1994: Der Priester (The Priest)
- 1997: Wings of the Dove – Die Flügel der Taube (The Wings of the Dove)
- 1998: Schüsse durchs Herz (Shot Through the Heart)
- 1999: Siam Sunset – Unverhofft kommt oft (Siam Sunset)
- 2002: Das Tribunal (Hart’s War)
- 2002: Churchill – The Gathering Storm (The Gathering Storm)
- 2002: RFK
- 2003: Jenseits aller Grenzen (Beyond Borders)
- 2004: Riddick: Chroniken eines Kriegers (The Chronicles of Riddick)
- 2004: Die Vergessenen (The Forgotten)
- 2005: Batman Begins
- 2006: Find Me Guilty
- 2006: Die Zehn Gebote (The Ten Commandments)
- 2006–2007: Kidnapped – 13 Tage Hoffnung (Kidnapped, Fernsehserie, 13 Folgen)
- 2008–2010: Law & Order (Fernsehserie, 63 Folgen)
- 2012: Titanic (Fernsehserie, 4 Folgen)
- 2012: The Making of a Lady
- 2011–2012: Law & Order: Special Victims Unit (Fernsehserie, 4 Folgen)
- 2014: Non-Stop
- 2014–2017: Vikings (Fernsehserie, 33 Folgen)
- 2014: The Blacklist (Fernsehserie, Folge 1x20)
- 2017–2020: Homeland (Fernsehserie, 23 Folgen)
- 2018: Mandy
- 2019: The Last Full Measure
- 2019: Spion aus Berufung (Liberté: A Call to Spy)
- 2022: Der Liebhaber meines Mannes (My Policeman)
- 2022: The Recruit (Fernsehserie, 2 Folgen)
- 2023: Fellow Travelers (5 Folgen)
- 2025: Doctor Who (Fernsehserie, Folge 2x02)

## Auszeichnung
Roache war unter anderem für seine Darstellung des Robert F. Kennedy in dem Film „RFK“ für den Golden Globe nominiert.